# Cantón Chordeleg

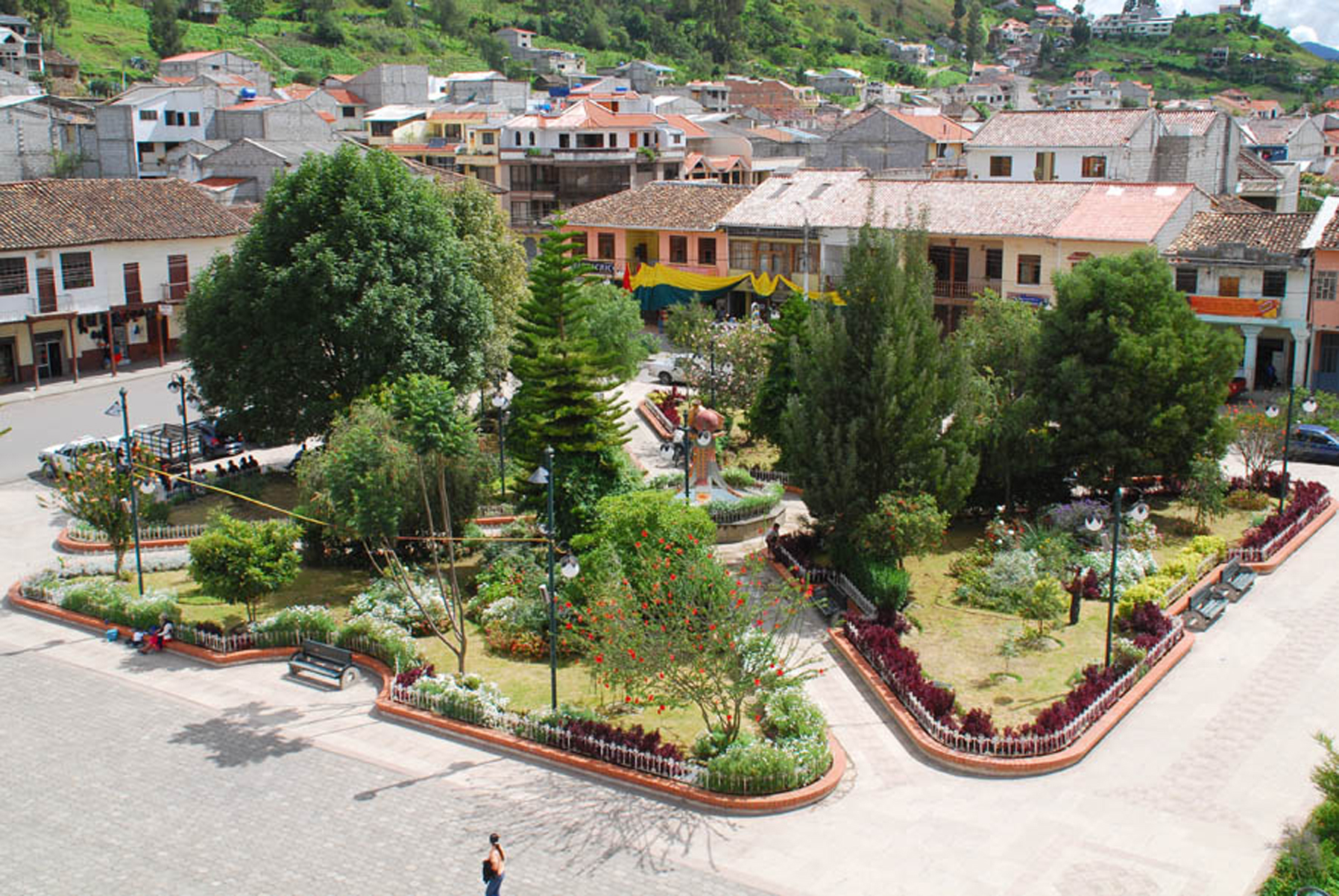
Plaza central de la cabecera cantonal.

Chordeleg es un cantón en la provincia del Azuay, en el Ecuador. La fecha de cantonización es el 15 de abril de 1992.
Es famoso por su artesanía, como cerámicas, bordados a mano y joyería, cuenta con decenas de joyerías en las cuales se destacan los maravillosos trabajos de orfebrería de sus habitantes.
Es un cantón reconocido alrededor del mundo por su maravilloso contenido cultural que es único por la gran calidad de sus obras en artesanías, sean estas en barro, paja toquilla o metales nobles.
En el centro cantonal existen más de cien joyerías, donde se pueden encontrar un sinnúmero de obras maestras en oro, plata, oro blanco y demás metales usados desde hace miles de años por los habitantes de estas latitudes.
Los trabajos en barro han ido evolucionando desde que en sus inicios se dieron las primeras muestras de alfarería, ya hace más de cinco mil años (3000 a. C.). En la actualidad se realizan muchos trabajos con técnicas depuradas que dejan ver la maestría con que se reconoce la alfarería chordelense, pero aún se conservan las características dejadas por los indígenas cañaris, que habitaron esta zona.
Los trabajos con paja toquilla son conocidos en todo el mundo, pues de estas latitudes así como de Manabí se hacen los erróneamente conocidos como pánama hats (sombreros de Panamá), cuando en realidad deberían ser llamados ecuadorian hats (‘sombreros ecuatorianos’), puesto que sus orígenes son puramente ecuatorianos. Los hombres y mujeres chordelenses son criados en medio de estas tradiciones que van creando artistas que viven del trabajo hecho de sus manos.

## Clima
El clima de Chordeleg está definido como frío, semihúmedo, influenciado principalmente por el régimen oriental, climáticamente corresponde a la cuenca media del río Paute comprendida entre los 2200 y 2600 m s. n. m. recibiendo precipitaciones que fluctúan entre 500 a 1000 mm/año.

## Hidrografía
El río Santa Bárbara pasa a 1200 m del centro poblado, el río Pungo-Huayco está ubicado a una distancia aproximada de 400 m del centro cantonal. Los ríos Zhio, Gulag y Guaymincay forman parte de la hidrografía de este cantón. Existen quebradas “invernales” puesto que la mayor parte del año pasas secas y solo en tiempo de invierno presentan caudal, todas estas aguas son depositadas en el río Santa Bárbara.

## División política

#### Parroquia urbana
- Chordeleg (cabecera cantonal)

#### Parroquias rurales

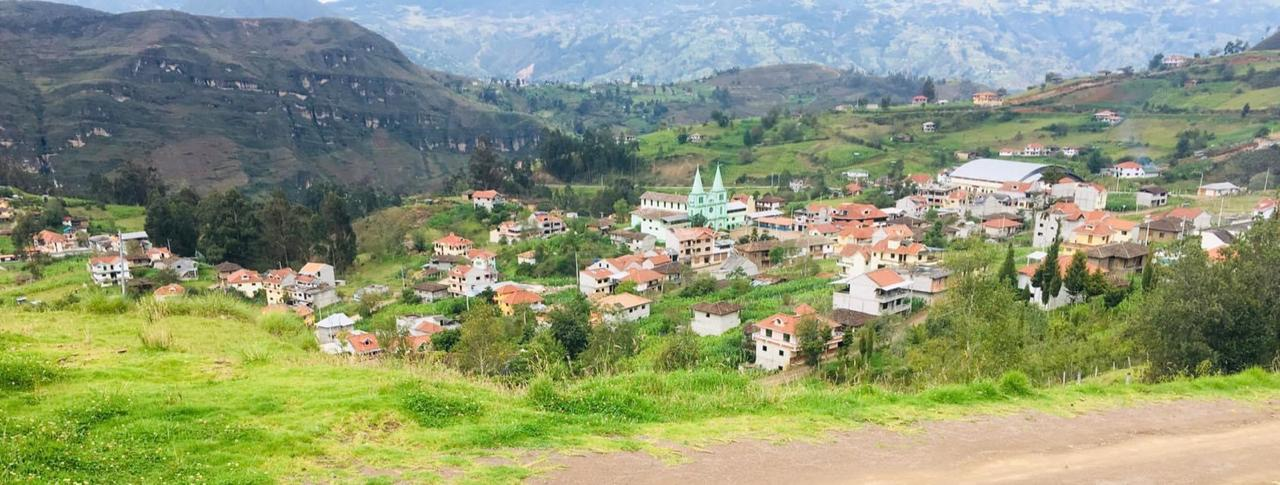
San Martín de Puzhío

- La Unión
- Luis Galarza Orellana
- Principal
- San Martín de Puzhio

## Población
Según el censo realizado en el año 2022 por el Instituto Nacional de Estadísticas y Censos INEC, Chordeleg tiene una población de 12.577 habitantes, de los cuales 5.821 son hombres y 6.756 son mujeres.
En el centro cantonal existe una población de 2.374 habitantes, en la periferia 3.104 y en las parroquias rurales de 5.831 habitantes.
Desde los años 70 hasta la fecha y profundizada desde 1994, con el desastre de la Josefina la migración es permanente y un porcentaje importante de la población a emigrado al exterior, principalmente a Estados Unidos y España, teniendo en la actualidad un índice migratorio de alrededor de un 30%.
La población estudiantil asiste a 15 establecimientos educativos, concentrado su mayor parte 60% en el área urbana del cantón.
La dolarización ha causado una baja en el nivel de vida de la población, según el SIISE el 73% de la población es pobre y entre estos el 29% vive en condiciones de extrema pobreza, lo cual se basa en los escasos recursos económicos y en el conjunto de necesidades insatisfechas.
En el área urbana la ocupación laboral prioritaria está basada en las artesanías y el comercio, mientras que en el área rural es la labor artesanal y agrícola la que prima.

## Historia

#### Época precolonial
8000 AC al 5500 AC: Cultura Chobshi. Cueva Negra de Chobshi en Sigsig (Precañaris).
5500 AC al 500 DC: Cultura Tacalshapa (Precañaris) en la actual parroquia Santa Ana (Cuenca), cerca de Zhidmad (Gualaceo).
500 DC a 1535 DC: Cultura Shabalula (Cañaris) en Sigsig. Cultura Llaber-Chaurinzhín (Cañaris) en Chordeleg. Cultura Fasayñan (Cañaris) entre las parroquias de Principal (Chordeleg) y Güel (Sigsig). Cultura Payguara (Cañaris) en la actual parroquia de San Juan (Gualaceo). Cultura Tocteshí de la parroquia Gualaceo (Gualaceo). Cultura Pirincay (Paute). Los Incas dominaron Guapondelig en el actual Cuenca (1460 y 1534).
Sobre el Chordeleg de la época Inca, aproximadamente entre 1450 y 1534, no se tiene mucha información ni investigaciones; ya que Tomebamba (hoy Cuenca) fue el principal asentamiento de este imperio en la zona austral del actual Ecuador, que llegó desde el sur de Guapondelig (Cuenca).

#### Época colonial
Sobre el Chordeleg de la conquista y de colonia existe muy poco información e investigaciones; situación diferente al caso del cantón Gualaceo, donde sí existe alguna información recopilada principalmente por el escritor Max Romeo Arízaga en su libro “Documentos para la Historia de la Villa de Gualaceo” (1983)
El historiador Efraín Izquierdo López en su “Monografía Histórica del cantón Gualaceo” (2011) dice que Federico González Suárez llegó Chordeleg en 1872 con un interés científico, luego de que en 1850 se encontraron varias huacas por la familia Serrano, incluidas el Sol de Oro que fue símbolo del Banco Central y el cuadro de Pactete. Posteriormente, González Suárez, escribió el libro “Estudio Histórico de los Cañaris” del año 1878.

#### Época contemporánea
Otro de los hechos relevantes de la historia de Chordeleg es su independencia de Gualaceo y erigiéndose como un nuevo cantón azuayo el 15 de abril de 1992 bajo la presidencia (Ecuador) de Rodrigo Borja y de la Junta parroquial de Henry Aguirre.
Chordeleg es designado como Ciudad Creativa de la UNESCO el 31 de octubre del año 2017 con el liderazgo del alcalde el doctor Jorge Coello González, los concejales Deifilio Arévalo, Marcelo Sarmiento, Sebastián Orellana, Angelita Espinosa, Guzmán y su equipo asesor liderado por Johanna Vera Luzuriaga (comunicación), Marcelo Parra (cultura) y otros.

## Patrimonio

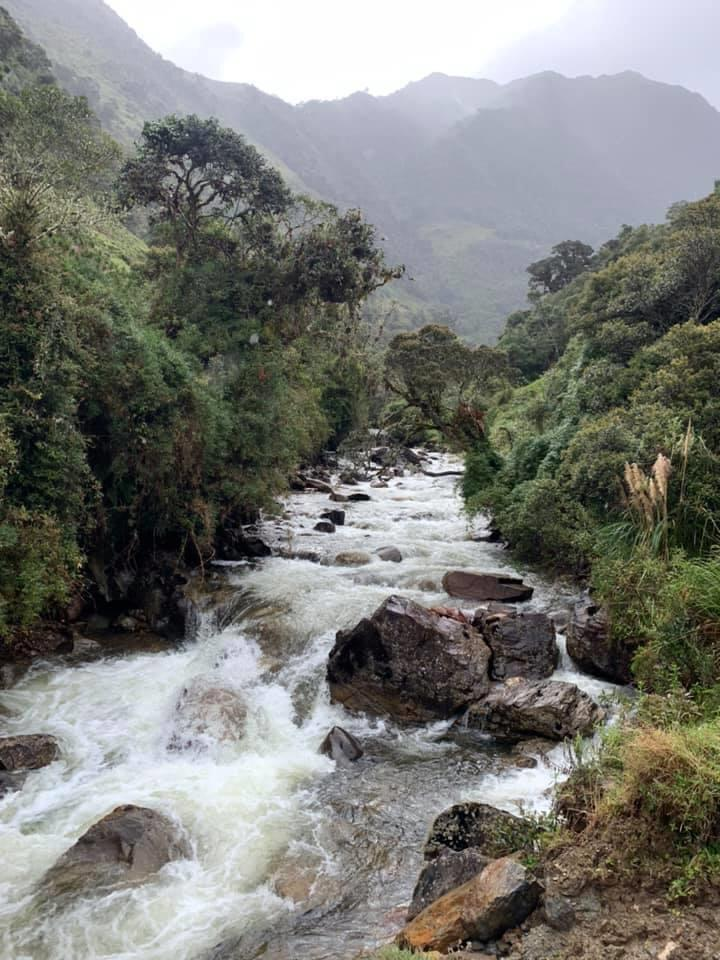
El cerro Fasayñan es un volcán inactivo ubicado en el cantón Chordeleg

#### Centro urbano

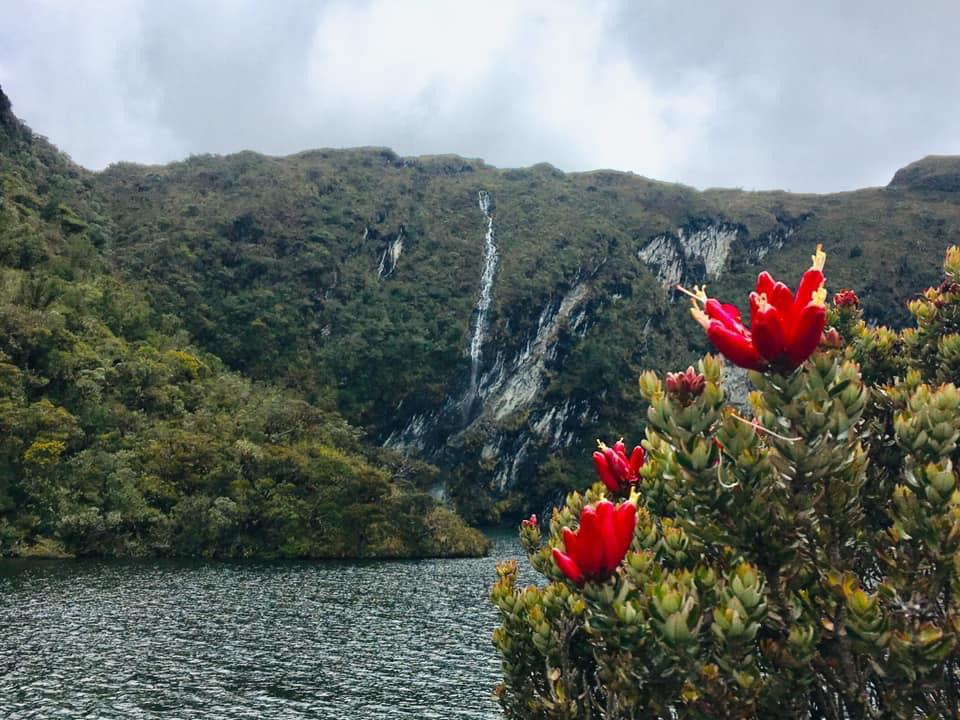
Sitio turístico del cantón Chordeleg

En el centro de Chordeleg se encuentra la gran plaza central llamada José María Vargas, está rodeada de varios emprendimientos de artesanos, al igual que su iglesia que fue construida en el siglo XIX. Este espacio en Chordeleg ha sido un gran atractivo turístico tanto para los turistas nacionales como para los extranjeros. Es aquí donde se realizan diferentes actividades como ferias, exposiciones, desfiles, etc.

#### Mercado municipal
Es una obra emblemática del cantón. Está conformada por 2 plantas divididas en 7 locales comerciales en la planta baja, y 14 locales comerciales más un comedor con capacidad para 110 personas en la planta alta. Estos locales son ocupados por los minoristas que ofrecen las comidas insignias del cantón y productos de primera.

#### Piedra de Pungo Huayco
Es un sitio turístico que consiste en una enorme piedra con forma de trompo rodeada de un paisaje de flora silvestre donde se realizan excursiones y picnics familiares. La atracción principal de este lugar es que se le atribuye una leyenda famosa denominada "Leyenda de Pungo Huayco" que, según comentan sus habitantes, lo ha convertido en un lugar de buena suerte.

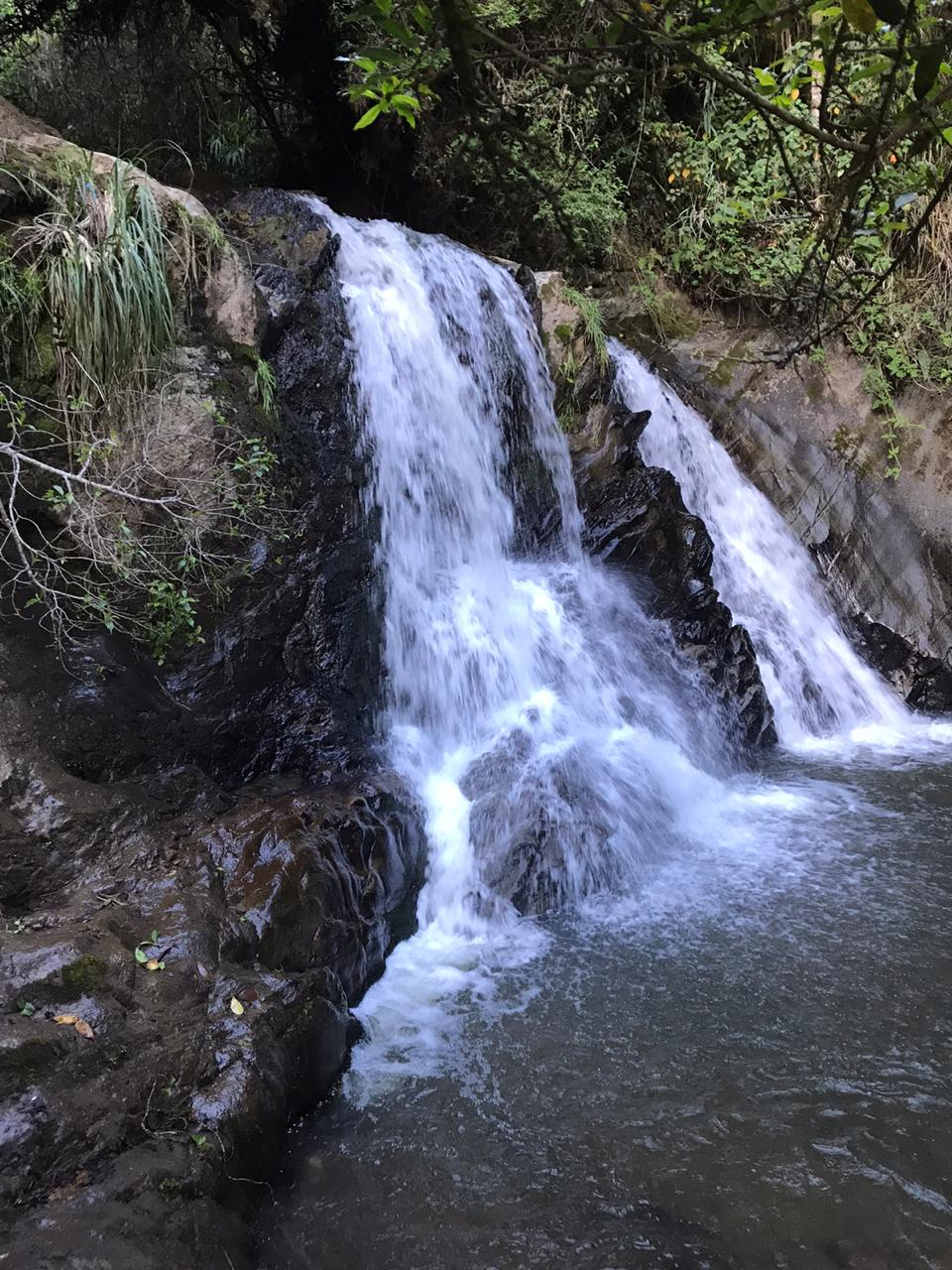
Cascada "Canoita" ubicada cerca de la piedra de Pungo Huayco en el cantón Chordeleg

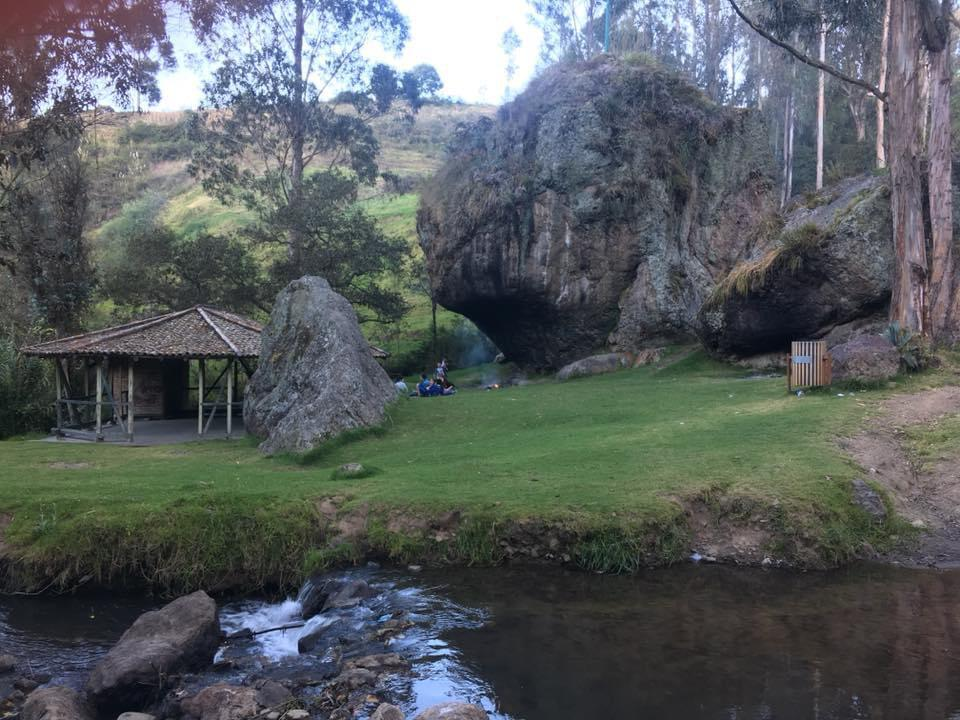
Piedra de Pungo Huayco del cantón Chordeleg de la provincia del Azuay

#### Museo municipal
El Museo de la Comunidad de Chordeleg fue inaugurado el 30 de junio de 1981. El cantón Chordeleg es reconocido por su alfarería y sus obras en filigrana, por esta razón, el museo presenta varias piezas valiosas de oro que demuestran la riqueza de las artesanías producidas por sus habitantes.

#### Museo Por ti Chordeleg del señor Manuel Galarza
Es un museo fundado por iniciativa privada en honor al historiador Manuel Galarza. El museo exhibe importantes piezas de la colección de este historiador que contribuyen a mantener en la memoria la historia artesanal y arqueológica de Chordeleg.

###### Parroquia Principal (Tres Lagunas y el cerro Fasayñan)
Este gran espacio turístico se encuentra a 6 km de distancia del centro urbano de Chordeleg. Son muy famosas por sus lagunas naturales con gran cantidad de agua cristalina que nacen desde el páramo. En el camino hacia las Tres Lagunas que varía entre unas 3 a 6 horas, los turísticas pueden disfrutar de magníficas fotos del cerro Fasayñan. En este lugar turístico, existen diferentes cabañas donde cada persona podrá disfrutar de una noche en la naturaleza.

## Festividades

#### Fiesta de la Virgen de la Nube
Esta fiesta se celebra el primero de enero de cada año, a este evento asisten varios fieles y devotos de Chordeleg, además se hace una gran procesión para después llegar a la misa que es celebrada por el párroco de la comunidad.

#### Fiesta de carnaval
Se celebra en los meses de febrero y marzo dependiendo el calendario, por lo general se celebra en la plaza central y en los ríos más cercanos, además se tiene un calendario programado ya por su Municipio por ejemplo: con comida típica, se presentan varios grupos de música y varias danzas .

#### Fiesta del Señor de los Milagros
Se festeja desde el 7 hasta el 27 de septiembre, y su día más festivo el 25. Cada año se escoge a sus priostes (encargados), en estas fecha se reúne la gente en la plaza para una procesión, y los priostes son los anfitriones.

#### Fiestas de cantonización
Se festeja desde el 10 al 15 de abril, donde se escoge a la Reina del cantón y después se realiza el baila de gala, luego el desfile cívico, folklórico-militar, y la sesión de Cabildo.

#### Semana Santa
Esta festividad se celebra 40 días después del carnaval, empezando por el Domingo de Ramos en el sector de la Gruta, y terminando el Domingo de Resurrección con una misa en la iglesia junto a la plaza Central.